# Герб Бабинців
Герб Бабинців — офіційний символ-герб селища міського типу Бабинців (Бородянського району Київської області), затверджений рішенням № 21-14-VIІ Бабинецької селищної ради від 24 березня 2017 року.

## Опис
Опис надається згідно з рішенням Бабинецької селищної ради «Про затвердження герба та прапора селища Бабинці Бородянського району Київської області»:
|  | Щит скошений хвилеподібно зліва; у лазуровому полі золотий Архангел Михаїл; у зеленому полі срібна церква з трьома куполами і середній вище інших, а ліва її третина «бабинець» золота; щит вкладений в лазуровий картуш підбитий золотом та обтяжений міською червоною короною, під якою золотий напис "1544". |

Автори проекту символіки: Олександр Кандауров, Михайло Іашвілі-Шубін.

## Джерело
- Рішення № 21-14-VI Бабинецької селищної ради «Про затвердження герба та прапора селища Бабинці Бородянського району Київської області» від 24 березня 2017 року.